# Kudchi
Kudchi là một thị xã panchayat của huyện Belgaum thuộc bang Karnataka, Ấn Độ.

## Nhân khẩu
Theo điều tra dân số năm 2001 của Ấn Độ, Kudchi có dân số 19.852 người. Phái nam chiếm 52% tổng số dân và phái nữ chiếm 48%. Kudchi có tỷ lệ 53% biết đọc biết viết, thấp hơn tỷ lệ trung bình toàn quốc là 59,5%: tỷ lệ cho phái nam là 60%, và tỷ lệ cho phái nữ là 46%. Tại Kudchi, 16% dân số nhỏ hơn 6 tuổi.